# Sun Jiaxu
Sun Jiaxu (* 1. Juni 1999 in Jilin) ist ein chinesischer Freestyle-Skier. Er startet in der Disziplin Aerials (Springen).

## Werdegang
Sun trat international erstmals bei der Winter-Universiade 2017 in Almaty in Erscheinung. Dort wurde er Neunter. Bei den Juniorenweltmeisterschaften 2017 in Chiesa in Valmalenco und Juniorenweltmeisterschaften 2018 in Minsk gewann er jeweils die Bronzemedaille. Sein Debüt im Weltcup hatte er im Januar 2018 in Moskau, das er auf dem 31. Platz beendete. In der Saison 2018/19 kam er bei fünf Weltcupteilnahmen, viermal unter die ersten Zehn. Dabei holte er in Shimao Lotus Mountain seine ersten beiden Weltcupsiege und erreichte zum Saisonende den vierten Platz im Gesamtweltcup und den zweiten Platz im Aerials-Weltcup. Beim Saisonhöhepunkt, den Weltmeisterschaften 2019 in Park City, gewann er die Silbermedaille im Teamwettbewerb. Zudem errang er dort den 13. Platz im Einzel.

## Erfolge

### Weltmeisterschaften
- Kreischberg 2015: 18. Aerials
- Sierra Nevada 2017: 14. Aerials
- Park City 2019: 2. Aerials Team, 6. Aerials Einzel

### Weltcupwertungen
| Saison  | Gesamt | Gesamt | Aerials | Aerials |
| Saison  | Platz  | Punkte | Platz   | Punkte  |
| ------- | ------ | ------ | ------- | ------- |
| 2018/19 | 4.     | 59,6   | 2.      | 298     |
| 2019/20 | 80.    | 15,43  | 18.     | 108     |

### Weltcupsiege
| Datum        | Ort                   | Land                |
| ------------ | --------------------- | ------------------- |
| 2. März 2019 | Shimao Lotus Mountain | Volksrepublik China |
| 3. März 2019 | Shimao Lotus Mountain | Volksrepublik China |

### Juniorenweltmeisterschaften
- Chiesa in Valmalenco 2017: 3. Aerials
- Minsk 2018: 3. Aerials

### Winter-Universiade
- Almaty 2017: 9. Aerials